# Національний музей сучасного мистецтва (Париж)
Національний музей сучасного мистецтва (Париж) (фр. Musée national d'Art moderne - Centre de création industrielle (MNAM/CCI)) є частиною культурного центру Жоржа Помпіду .
Цей музей не слід плутати з іншим музеєм сучасного мистецтва в Парижі, що належить міської мерії.

## Історія
Музей сучасного мистецтва було засновано в Парижі в 1818 році, після ряду реаорганізацій музей сучасного мистецтва з 1937 року розташовувався в Токійському палаці.
У 1977 році після завершення будівництва Центру Жоржа Помпіду, музей переїхав у своє теперішнє приміщення, де він займає 4-ий і 5-ий поверхи.

## Експозиція
Музей містить близько 65 000 предметів сучасного мистецтва, у тому числі твори таких авторів, як:
- Анрі Матісс (1869 — 1954)
- Казимир Малевич (1879—1935)
- Пабло Пікассо (1881—1973)
- Олекса Грищенко (1883—1977)
- Альберто Джакометті (1901—1966)
- Сальвадор Далі (1904—1989)
- Джексон Поллок (1912—1956)
- Пауль Клее
- Василь Кандинський
- Рене Магріт
- Марк Шагал
- Такіс

## Практична інформація
Музей розташований в IV окрузі Парижа.
Відчинений щодня крім:
- Вівторка
- 1 травня

Години роботи:
- З 11:00 до 22:00
- У четвер музей відчинений до 23:00